# Pinus kesiya
Pinus kesiya é uma espécie de pinheiro originária do Velho Mundo, mais precisamente da região da Ásia. É conhecida popularmente como pinheiro ou pinheiro-de-khasia. No Brasil, as espécies de Pinus estão entre as principais espécies destinadas à produção de madeira, papel e resina.